# Inwil
Inwil (im schweizerdeutschen Ortsdialekt Eibu [ˈeibʊ]) ist eine politische Gemeinde im Wahlkreis Hochdorf des Schweizer Kantons Luzern.

## Geographie
Die Gemeinde erstreckt sich vom Ausläufer des Lindenbergs, dem Inwilerberg (551 m ü. M.), bis zum Nordufer der Reuss und liegt zwischen Luzern und Zug.
Das Dorf Inwil und der Weiler Oberhofen (420 m ü. M.) sind mittlerweile zusammengewachsen. Der Ortsteil Unter Pfaffwil (411 m ü. M.) liegt 2,7 km nordöstlich des Dorfs. Südlich des Dorfs liegt der Weiler Ausserschachen (415 m ü. M.), und in südöstlicher Richtung in einer Entfernung von 1,5 km liegt an der Reuss das ehemalige Kloster St. Kathrine.
Das Gemeindegebiet umfasst eine Fläche von 1032 ha. Davon werden 67,8 % landwirtschaftlich genutzt; 16,3 % sind durch Wald und Gehölz bedeckt und 14,0 % Siedlungsfläche (Stand 2015/16). Der höchste Punkt der Gemeinde befindet sich mit 551 m ü. M. auf dem Inwilerberg, der tiefste an der Grenze zu Gisikon auf 406 m ü. M.
Im Kanton Luzern liegen die Nachbargemeinden Ballwil, Buchrain, Eschenbach, Gisikon und Root. Im Osten grenzt Inwil an den Kanton Aargau, genauer an die Gemeinden Dietwil und Sins.

## Bevölkerung
Die Bevölkerung wuchs bis 1837 stark an (1798–1837: +51,3 %). Durch Abwanderung sank die Einwohnerzahl in wenigen Jahrzehnten deutlich (1837–1888: −27,7 %), danach erholte sie sich und erreichte 1941 wieder den Stand des Jahres 1837 (1888–1941: +40,2 %). Bis zur Jahrtausendwende erfuhr die Gemeinde Inwil ein starkes Wachstum (1941–2000: +76,2 %), welches sich bis heute fortsetzt (2000–2020: +49,4 %).
Quellen: 1798–1837: Helvetische und kantonale Volkszählungen; 1850–1980 Volkszählungsergebnisse, 1981–2010 ESPOP, seit 2011 STATPOP

### Sprachen
Die Bevölkerung spricht eine hochalemannische Mundart. Bei der Volkszählung 2000 gaben 95,63 % Deutsch, 1,51 % Serbokroatisch und 1,18 % Portugiesisch als Hauptsprache/Alltagssprache an.

### Religionen – Konfessionen
Die früher rein römisch-katholische Bevölkerung bietet heute folgendes Bild: 83,29 % römisch-katholische, 7,35 % evangelisch-reformierte und 1,74 % orthodoxe Christen. Ausserdem gab es 4,66 % Konfessionslose und 0,67 % Muslime. Die Orthodoxen sind herkunftsmässig Serben und Montenegriner, die Muslime Albaner und Bosniaken (Stand 2000).

### Herkunft – Nationalität
Ende 2020 zählte die Gemeinde 2706 Einwohner. Davon waren 2352 Schweizer Staatsangehörige und 354 (= 13,1 %) Menschen anderer Staatsangehörigkeit. Die grössten Zuwanderergruppen kommen aus Deutschland (92 Menschen), dem Kosovo (36), Italien (31), Polen (30), Portugal (26), Sri Lanka (12), Spanien, Serbien (je 11), der Slowakei, Bosnien und Herzegowina (je 8), Österreich (7), Nordmazedonien (6) und Bulgarien (5).

## Geschichte
Frühest erwähnter Ortsteil der heutigen Gemeinde Inwil ist der Weiler Utigen (nördlich des Dorfs) im Jahr 1045 als zinspflichtiger Ort des Stifts Beromünster. Das heutige Dorf Inwil wird 1145 als Ingenwilare in einer Besitzbestätigung ans Kloster Allerheiligen in Schaffhausen erstmals namentlich erwähnt.

Luftbild (1953)

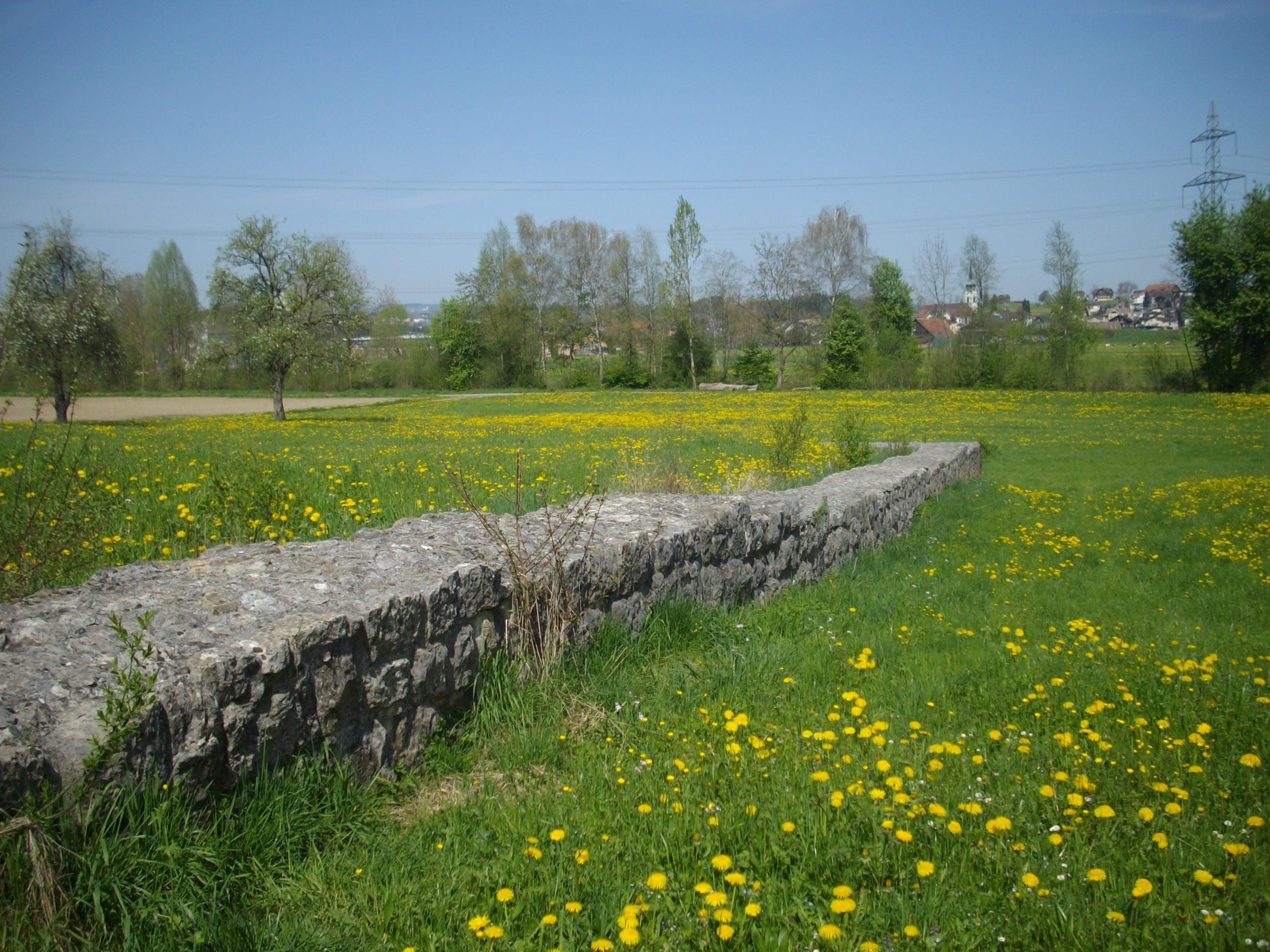
Konservierte Reste der Stadtmauern von Alt Eschenbach

Hauptsiedlung auf dem Gemeindegebiet war allerdings Alt Eschenbach, Stammburg der Freiherren von Eschenbach. Die Burg wurde auf einem flachen Hügel an der Reuss errichtet. Drumherum entstand bis um 1300 ein kleines Städtchen. 1285 entstand dort sogar ein Frauenkloster (die Kapelle St. Katharine ist ein Überrest davon), das heutige Kloster Eschenbach, das 1309 nach Obereschenbach gezügelt wurde. Weil der durch die Schuld der Habsburger in Armut aufgewachsene Walter IV. von Eschenbach am Königsmord von Albrecht von Habsburg am 1. Mai 1308 beteiligt war, wurde er unter Reichsacht gestellt und Burg und Städtchen zerstört.
Eine weitere Burg entstand im Bereich der Ruine Iberg (heute ein Gehöft 3 km nordöstlich des Dorfs), die einem Rittergeschlecht der Herren von Iberg den Namen gab. Da die Ritter Parteigänger der Habsburger waren, wurde die Burg im Jahr 1386 von den Eidgenossen zerstört.
Beim grossen Schweizer Bauernkrieg verschanzten sich Teile des Bauernheers an der Reuss. Wegen der Wichtigkeit des Flussübergangs spielte der Brückenkopf noch mehrmals (Villmergerkriege, Sonderbundskrieg) eine bedeutende Rolle.
Die Gemeinde geriet bereits im 13. Jahrhundert unter die Herrschaft der Habsburger. Bis zum Königsmord übten die Eschenbacher die Verwaltung aus. Danach kam sie unter die Verwaltung der Freiherren von Rothenburg. Nach der Niederlage der Habsburger in der Schlacht von Sempach im Jahr 1386 übernahm die Stadt Luzern die Rolle der Habsburger. Inwil gehörte bis 1798 zur Landvogtei Rothenburg. Anschliessend war es bis 1803 Teil des Distrikts Hochdorf – dieser ging dann im damals neu geschaffenen Amt Hochdorf unter, zu dem die Gemeinde bis heute gehört.

## Politik

### Gemeinderat
Der Gemeinderat Inwil besteht aus fünf Mitgliedern und ist wie folgt aufgestellt (Amtsdauer 2020–2024):
- Dominik Ulrich: Gemeindepräsident
- Walter Amstutz: Finanzen
- Florian Meyerhans: Bauen
- Heidi Rohrer: Soziales und Gesundheit
- Fabienne Gehri: Bildung

### Kantonsratswahlen
Bei den Kantonsratswahlen 2023 des Kantons Luzern betrugen die Wähleranteile in Inwil: FDP 33,37 %, Mitte 26,65 %, SVP 20,20 %, SP (mit JUSO) 7,64 %, Grüne (mit JG) 6,08 % und glp 6,06 %.

### Nationalratswahlen
Bei den Schweizer Parlamentswahlen 2023 betrugen die Wähleranteile in Inwil: Mitte 34,0 %, SVP 24,4 %, FDP 21,6 %, SP 7,5 %, glp 5,5 %, GPS 3,6 %, übrige 3,4 %.

## Verkehr
Die Linie 111 Ebikon–Fildern (Mall of Switzerland)–Inwil Dorf–Waldibrücke stellt die Erschliessung von Inwil Richtung Luzern, Emmen und Rontal sicher und sorgt für eine bessere Verbindung zwischen dem Seetal und Rontal. Nach Luzern gelangt die Bevölkerung von Inwil mit der Linie 111 bis Waldibrücke mit Anschluss auf die S-Bahn-Linie S9.
Die Linie 110 Hochdorf-Gisikon-Rotkreuz (TransSeetalExpress) auf der Achse Seetal–Rontal verkehrt zu den Hauptverkehrszeiten im 30-Minuten-Takt.
Die nächstgelegenen Bahnhaltestellen sind Eschenbach und Waldibrücke an der Linie Luzern–Lenzburg und Gisikon-Root an der Linie Luzern–Zürich.
Der Ort liegt an der Strasse Gisikon–Eschenbach LU. Die Autobahnanschlüsse Gisikon-Root an der A14 in 4 km und Emmen-Süd an der A2 in 8 km Entfernung gewähren einen guten Anschluss ans Autobahnnetz. Ein weiterer Autobahnanschluss befindet sich in Buchrain (Nachbargemeinde).

## Bilder

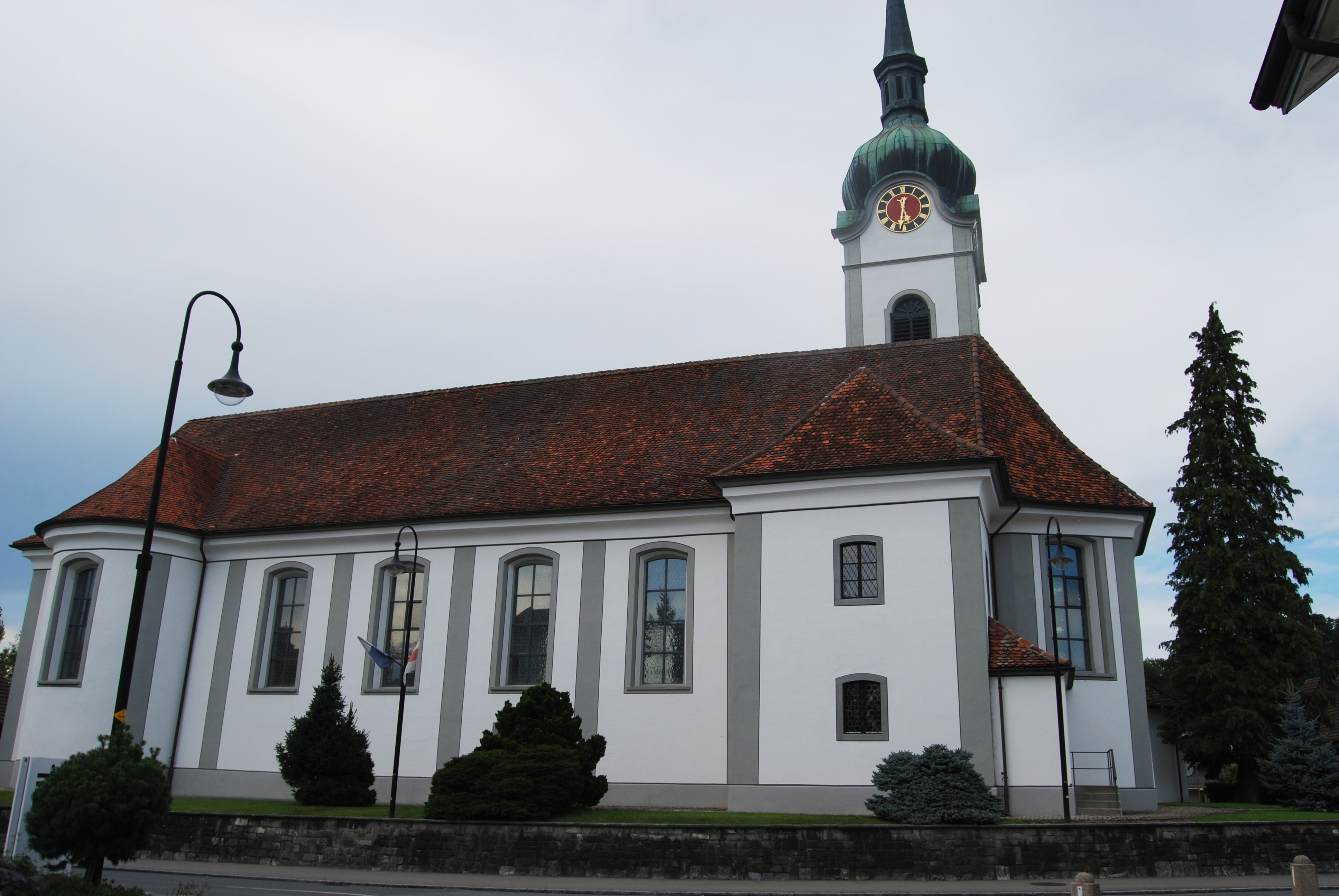
Kirche Inwil
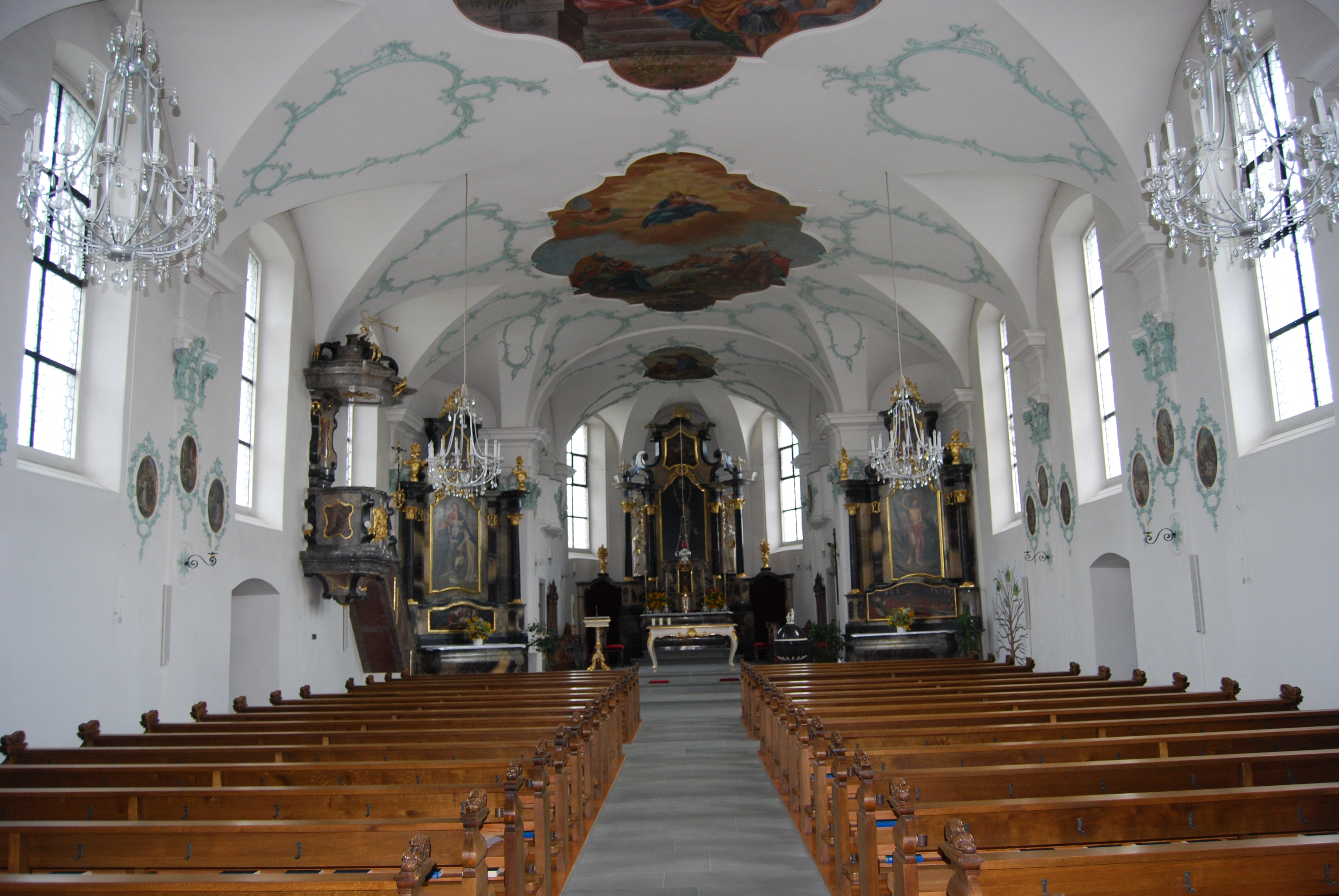
Innenansicht der Kirche
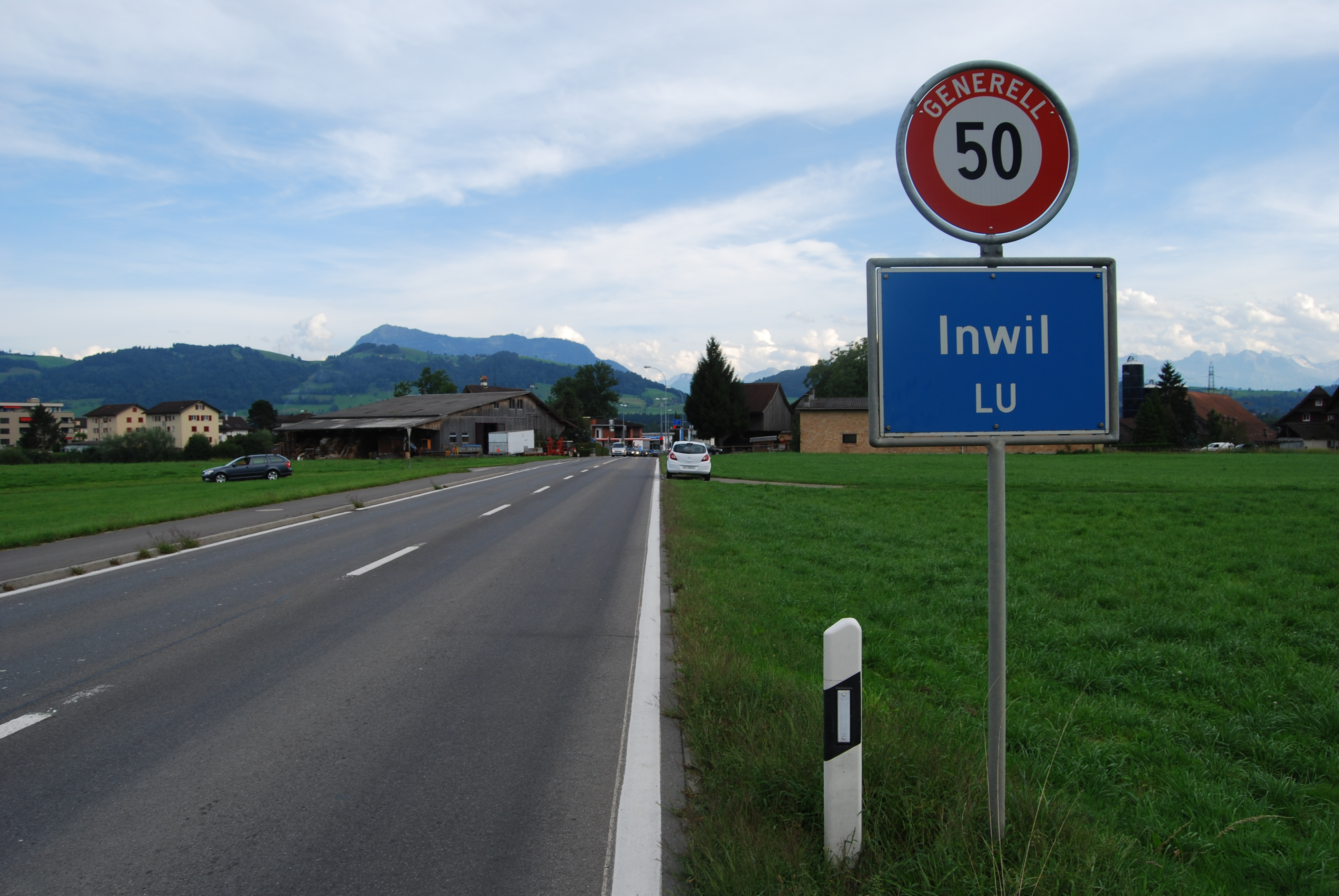
Ortseingang von Inwil
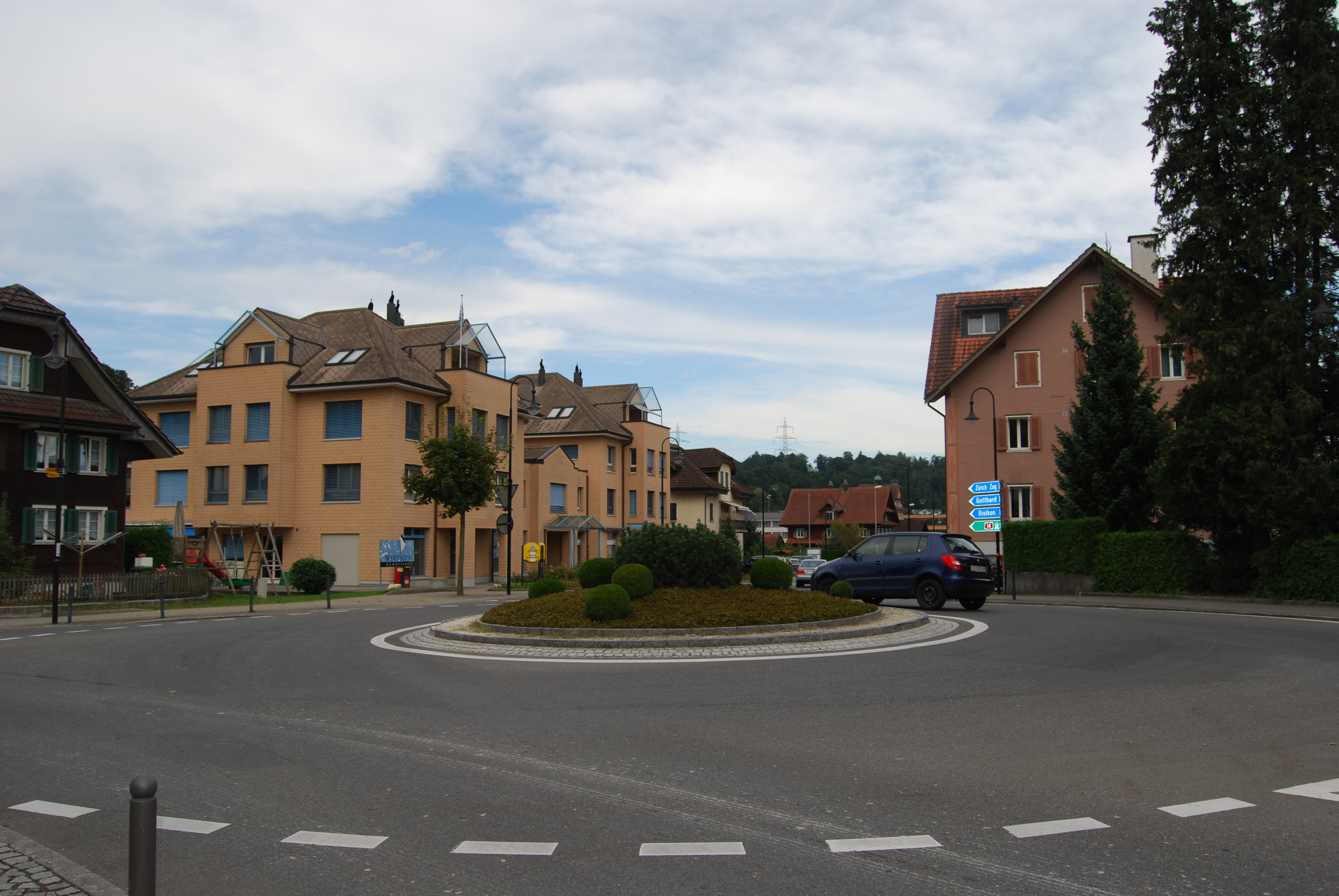
Verkehrskreisel im Dorfzentrum